# Шахта «Павлоградська»
ДВАТ "Шахта «Павлоградська». Входить до ДХК «Павлоградвугілля». Розташована у місті Павлоград, Дніпропетровської області.
Стала до ладу у 1968 р з проектною потужністю 1,2 млн т на рік. Фактичний видобуток 3809/4034 т/добу (1990/1999). У 2003 р видобуто 1,347 млн т.
Максимальна глибина 235 м (1990—1999). Шахтне поле розкрите 2-а вертикальними стволами. У 1990/1999 розробляла пласти потужністю 1,09/1,06 м, кут падіння 0-3°. У 2002 р розробляли два пласти — с5 та с6. Готуються до розробки пласти с1 та с4. У 2002 р діяло 5 лав. Обладнання: механізовані комплекси КД-80, комбайни КА-80, К-85, ГШ-200. На прохідницьких роботах — комбайни ГПКС, ПК-3Р.
Кількість працюючих: 2571/2875, в тому числі підземних 1569/1755 осіб (1990/1999).
Адреса: 51400, м. Павлоград, Дніпропетровської обл.

## Заслужені шахтарі України
- Демешко Віктор Іванович — також лауреат Державної премії СРСР, 33 роки працював на підземних роботах шахти.